# Мес (футбольний клуб)
Футбольний клуб «Санат Мес Керман» або просто «Санат Мес Керман» (перс. باشگاه فوتبال مس کرمان‎) — професіональний іранський футбольний клуб з міста Керман, який виступає в Лізі 2. У сезоні 2005/06 років команда вийшла до Про-ліги Перської затоки. Під керівництвом Мохаммада Факорі у сезоні 2006/07 років оформив «золотий дубль». За підсумками сезону 2013/14 років понизився в класі. Команда названа на честь спонсора мідної промисловості Кермана.
ФК «Мес» — один з відділів Культурного та Атлетичного клубу «Санат Мес Керман», найуспішнішою секцією якого є велоспорт.

## Історія

### Заснування
ФК «Мес» засновано 2 березня 1998 року Заводом з виготовлення міді міста Керман. Спочатку команда виступала в Другому дивізіоні чемпіонату Ірану, а в 2000 році вийшла до Ліги Азадеган. Після цього команду очолив Біджан Зольфагарнасаб.

### Ліга Азадеган (2000—2007)
У сезоні 2000/01 років «Мес» дебютував у Лізі Азадеган. У сезоні 2005/06 років під керівництвом Надера Дастеншана команда завоювала путівку до Про-ліги Ірану на сезон 2006/07 років.

### Про-ліга Перської затоки (2007—2014)
Чемпіонат 2007 року «Мес» розпочав під керівництвом Фархада Каземі, проте по ходу сезону його замінив Амір Галеной, під керівництвом якого другу частину сезону команда завершила на другому місці в чемпіонаті. У 2008 році головним тренером призначили Парвіза Мазлумі, під керівництвом якого «Мес» став бронзовим призером чемпіонату Ірану та вперше у власній історії зіграв у Лізі чемпіонів АФК. Неочікувано для всіх команда вийшла до 1/8 фіналу, де зазнала поразки від земляків з «Зоб Ахану». Того ж сезону клуб фінішував на 9-у місці в чемпіонаті.

### Повернення до Ліги Азадеган
У сезоні 2013/14 років керманський клуб фінішував у нижній частині турнірної таблиці Про-ліги й за тур до завершення чемпіонату гарантував собі виліт у Лігу Азадеган. Того ж сезону клуб дійшов до фіналу Кубку Хазфі, де поступився (0:1) «Трактор Сазі». 27 квітня 2015 року після нічийного (0:0) поєдинку проти «Алюмініум Хормозган» «Мес» забезпечив місце в плей-оф за право виходу до Про-ліги Ірану. Проте керманський клуб програв «Естеґлал Хузестан» та втратив можливість повернутися до еліти іранського футболу. Після цього на стадіоні розпочалися заворушення, вболівальники почали палити сидіння. У березні 2016 року замість Беговича головним тренером «Меса» призначили Акбара Місагяна.

## Клубні кольори та логотип
З моменту заснування клубу домашня форма гравців «Меса» складалася з оранжевих футболок, білих шортів, білих або чорних гетрів. Біліий та чорні кольори також присутні на всіх частинах форми. У виїзній формі переважно домінує білий колір.

## Стадіон та тренувальна база
Домашні матчі проводить на стадіоні «Шахід Бахонар», проте нещодавно оголосив про намір побудувати власний стадіон. Будівництво стартувало 13 липня 2004 року, місткість майбутнього стадіону — 15 000 глядачів.

## Власники
Власник ФК «Мес» Керман — Національна компанія Мес, одна з провідних компаній Ірану. Заснована 1940 року, розташована поблизу міста Керман.

## Спонсори
| Період  | Виробник форми | Постачальник форми |
| ------- | -------------- | ------------------ |
| 2007–08 | Merooj         | Mahan Air          |
| 2008–09 | Merooj         | Mahan Air          |
| 2009–10 | Merooj         | Mahan Air          |
| 2010–11 | Uhlsport       | Yas Travel Agency  |
| 2011–12 | Uhlsport       | Resalat Bank'      |
| 2012–13 | Uhlsport       | Resalat Bank'      |
| 2013–14 | Technic        | Resalat Bank'      |

## Статистика виступів (з 2001 року)
| Сезон   | Див.  | Міс. | Кубок Хазфі    | Кубок Азії        |
| ------- | ----- | ---- | -------------- | ----------------- |
| 2001–02 | Див 1 | 3-є  | Не брав участі | Не кваліфікувався |
| 2002–03 | Див 1 | 14-е | Не брав участі | Не кваліфікувався |
| 2003–04 | Див 1 | 13-е | Не брав участі | Не кваліфікувався |
| 2004–05 | Див 1 | 5-е  | Не брав участі | Не кваліфікувався |
| 2005–06 | Див 1 | 1-е  | Не брав участі | Не кваліфікувався |
| 2006–07 | ПЛІ   | 9-е  | 1/16 фіналу    | Не кваліфікувався |
| 2007–08 | ПЛІ   | 10-е | 1/16 фіналу    | Не кваліфікувався |
| 2008–09 | ПЛІ   | 3-є  | 1/16 фіналу    | Не кваліфікувався |
| 2009–10 | ПЛІ   | 9-е  | 1/4 фіналу     | 1/8 фіналу        |
| 2010–11 | ПЛІ   | 7-е  | 1/16 фіналу    | Не кваліфікувався |
| 2011–12 | ПЛІ   | 9-е  | 1/2 фіналу     | Не кваліфікувався |
| 2012–13 | ПЛІ   | 6-е  | 1/16 фіналу    | Не кваліфікувався |
| 2013–14 | ПЛІ   | 16-е | Фінал          | Не кваліфікувався |
| 2014–15 | Див 1 | 2-е  | 3-й раунд      | Не кваліфікувався |
| Фінал | Підвищення | Вибування |

## Досягнення
- Ліга Азадеган
  -  Чемпіон (1): 2005/06

- Другий дивізіон Ірану
  -  Чемпіон (1): 1999/00
  -  Срібний призер (1): 1998/99

- Кубок Хазфі
  -  Фіналіст (1): 2013/14

## Відомі гравці
- Аратрат Аракелян
- Реза Енаяті
- Шоджа Халілзаде
- Джордж Мурад
- Мехрдад Пуладі
- Сеєд Мехді Рахматі
- Амір Хоссейн Садеґі
- Алі Самере
- Альоша Войнович

## Відомі тренери
| Ім'я                  | Нац                  | З                 | По                |
| --------------------- | -------------------- | ----------------- | ----------------- |
| Біджан Зольфагарнасаб | Іран                 | липень 2000       | липень 2002       |
| Мехді Мохаммаді       | Іран                 | липень 2002       | січень 2006       |
| Надер Дастнешан       | Іран                 | січень 2006       | лютий 2007        |
| Фархад Каземі         | Іран                 | лютий 2007        | січень 2008       |
| Амір Галеной          | Іран                 | 1 січня 2008      | 30 червня 2008    |
| Парвіз Мазлумі        | Іран                 | 9 червня 2008     | 2 листопада 2009  |
| Мехді Мохаммаді *     | Іран                 | листопад 2009     | грудень 2009      |
| Лука Боначич          | Хорватія             | 10 грудня 2009    | 30 червня 2010    |
| Самад Марфаві         | Іран                 | 1 липня 2010      | серпень 2011      |
| Флемінг Серріцлев *   | Данія                | 25 липня 2011     | 31 серпня 2011    |
| Мирослав Блажевич     | Боснія і Герцеговина | 31 серпня 2011    | 14 лютого 2012    |
| Ебрахім Гасемпур      | Іран                 | 15 лютого 2012    | січень 2013       |
| Лука Боначич          | Хорватія             | січень 2013       | червень 2013      |
| Махмуд Яварі          | Іран                 | 25 липня 2013     | 14 вересня 2013   |
| Парвіз Мазлумі        | Іран                 | вересень 2013     | 22 січня 2014     |
| Лука Боначич          | Хорватія             | 23 січня 2014     | 11 листопада 2014 |
| Акбар Місагян         | Іран                 | 11 листопада 2014 | 1 червня 2015     |
| Вінко Бегович         | Хорватія             | 1 червня 2015     | 1 червня 2016     |
| Мансур Ебрагімзаде    | Іран                 | 1 червня 2016     | 1 липня 2017      |
| Дарко Дражич          | Хорватія             | 2 липня 2017      | 25 червня 2018    |
| Моджтаба Хоссейні     | Іран                 | 30 червня 2018    | 16 липня 2018     |
| Надер Дастнешах       | Іран                 | 16 липня 2018     | 19 лютого 2019    |
| Фарзад Хоссейнхані    | Іран                 | 20 лютого 2018    | -                 |

- * = Виконувач обов'язки головного тренера